# Gustav Wendelberger
Gustav Wendelberger (* 29. März 1915 in Wien, Österreich-Ungarn; † 17. Dezember 2008 in Baden bei Wien) war ein österreichischer Botaniker und Universitätsprofessor. Sein offizielles botanisches Autorenkürzel lautet „Wendelb.“ Er ist vor allem als Pflanzensoziologe und Vegetationskundler bekannt geworden. Neben Österreich arbeitete er im ganzen pannonischen Raum, wobei sein Arbeitsschwerpunkt die dortigen Steppen waren. Es war aktiv im Naturschutz involviert.

## Leben
Wendelberger wurde als Sohn des Ingenieurs Gustav Wendelberger geboren. 1934 erschien mit der Maturaarbeit Praterflora seine erste wissenschaftliche Arbeit. Er studierte 1934 bis 1939 Botanik und Naturwissenschaften an der Universität Wien. Seit 1935 war er Mitglied der NSDAP, seit Nov. 1936 auch der SA und später der SS. Seine Dissertation 1941 hatte das Thema Die Vegetation der Salzlacken des Neusiedler Sees. Vor der Dissertation absolvierte er 1938 bei Josias Braun-Blanquet in Montpellier und 1939 bei Reinhold Tüxen in Hannover zwei je halbjährige Forschungsaufenthalte bei zwei der führenden Pflanzensoziologen dieser Zeit. Seine Habilitation erfolgte 1945 mit dem Thema Zur Soziologie der kontinentalen Halophytenvegetation Mitteleuropas bei Knoll in Wien. 1950 musste er sich mit der gleichen Arbeit erneut habilitieren, da seine Habilitation von 1945 nicht anerkannt wurde. Ab 1950 war er Privatdozent. Im gleichen Jahr wurde er Generalsekretär des Instituts für Naturschutz und Landschaftspflege des Österreichischen Naturschutzbundes. Ab 1955 hatte er den Vorsitz des Österreichischen Naturschutzbundes inne. Von 1960 bis 1972 Leiter des Instituts für Naturschutz und Landschaftspflege. Von 1973 bis zu seiner Emeritierung 1985 war er Professor für Vegetationsökologie an der Universität Wien.
1953 beschrieb er zusammen mit Erwin Emil Alfred Janchen als die in Österreich heimische wilde Unterart des Rübsens, Brassica rapa subsp. sylvestris.
In der Zoologisch-Botanischen Gesellschaft in Wien war langjährig Ausschussmitglied und Obmann der Sektion Botanik. Von 1980 bis 1985 deren Präsident. Dazu kamen weitere ehrenamtliche Positionen in verschiedenen Organisationen.
Wendelberger schrieb bis zum Lebensende 350 Arbeiten.
Wendelberger war seit 1950 mit der Biologin, Universitätsprofessorin und Buchautorin Elfrune Wendelberger (1926–2017) verheiratet, welche 1950 seine erste Dissertantin war. Er und seine Frau waren an vielen Naturschutzaktivitäten beteiligt. Dazu zählen die Einrichtung der ersten Naturschutzgebiete am Neusiedler See und Rettung der Krimmler Wasserfälle vor dem Bau eines Wasserkraftwerks. 1984 engagierte er sich bei der Besetzung der Hainburger Au gegen die Zerstörung von Auenwald an der Donau durch den geplanten Bau eines Wasserkraftwerkes.

## Auszeichnungen
- 1977 Österreichisches Ehrenkreuz für Wissenschaft und Kunst I. Klasse
- 1981 Konrad-Lorenz-Preis für Umweltschutz (zusammen mit seiner Frau Elfrune und Dipl.-Ing. Hermann Margl) für Möglichkeiten und Methoden der Bewahrung von Aulandschaften im Zusammenhang mit Kraftwerksbauten
- 1984 Kulturpreis für Wissenschaft des Burgenlandes
- 1987 Großes Goldenes Ehrenzeichen des Landes Kärnten
- 1995 Wissenschaftspreis des Landes Niederösterreich

## Schriften
- 1943 Die Salzpflanzengesellschaften des Neusiedler Sees. In: Wiener Botanische Zeitschrift, 1943, H. 3, Bd. 92, S. 124–144.
- 1950 Zur Soziologie der kontinentalen Halophytenvegetation Mitteleuropas – unter besonderer Berücksichtigung der Salzpflanzengesellschaften am Neusiedler See
- 1953 Die Trockenrasen im Naturschutzgebiet auf der Perchtoldsdorfer Heide bei Wien – eine soziologische Studien
- 1953 Kleine Flora von Wien, Niederösterreich und Burgenland; mit Erwin Janchen
- 1955 Die Restwälder der Parndorfer Platte im Nordburgenland – die natürlichen Voraussetzungen standortgemäßer Wiederaufforstung
- 1956 Umgebung von Wien – Exkursionsführer für die 11. Internationale Pflanzengeographische Exkursion durch die Ostalpen, mit Heinrich Wagner
- 1956 Vegetationsstudien auf dem Dachsteinplateau
- 1959 Die Vegetation des Neusiedler See-Gebietes
- 1960 Die Natur- und Landschaftsschutzgebiete Österreichs
- 1960 Die Sektion Heterophyllae der Gattung Artemisia
- 1962 Beiträge zur alpinen Karstforschung
- 1962 Die Pflanzengesellschaften des Dachstein-Plateaus (einschließlich des Grimming-Stockes)
- 1972 Natur und Mensch
- 1973 Landschaftsschutzinventare
- 1975 Gutachten über ökologische und biologische Gesichtspunkte – Hochwasserschutz Wien
- 1975 Ökosystem Auwald
- 1984 Das vierdimensionale Vegetationsgefüge der Erde
- 1984 Zur Weinbaugeschichte der Siebenbürger Sachsen und ihrer moselländischen Heimat, mit Heinz Heltmann
- 1985 Beiträge zur Flora, Vegetation und Fauna Siebenbürgens, mit Heinz Heltmann
- 1985 Beiträge zur Pflanzengeographie des Südost-Karpatenraumes, mit Heinz Heltmann
- 1988 Die Südalpenexkursion der Lehrkanzel für Vegetationskunde und Pflanzenphysiologie der Universität Wien
- 1992 Ethnobotanik. Versuch eines Konzepts. In: Österreichische Zeitschrift für Volkskunde XLVI/95, S. 60.
- 2000 Arbeiten aus der Biologischen Station Lunz; 1308: Die Moore des Lunzer Obersee-Gebietes in Niederösterreich – (ein Abriss)
- 2004 Blütenvielfalt im Pannonikum – Pflanzen im östlichen Niederösterreich, Nordburgenland und in Wien, mit Raimund Fischer